# ألو 15 (فلم)
ألو 15 هو فيلم تلفزي كوميدي مغربي من إخراج محمد اليونسي سنة 2009، و بطولة كل من محمد عزام، إدريس الروخ، البشير واكين، صلاح الدين بنموسى، فاطمة وشاي، سعيد باي، عبد الصمد مفتاح الخير، وغيرهم.
تم تصوير أحداث الفيلم بكل من مدينتي الدار البيضاء والجديدة.

## القصة
يحكي الفيلم قصة الإطفائي الشاب الملقب ب«بهلول» الذي يأخذ مكان أبية في المهنة بعد إحالته على التقاعد، لكنه سيجد نفسه، على حين غرة، وبسبب عدم الانضباط، في مواجهة مستمرة مع قائد الثكنة المدعو «علال» الذي يتحين كل الفرص والمناسبات للإيقاع به، بهدف جعل حياته في الثكنة عبارة عن حجيم. وبموازة ذلك، فإن الإطفائي الشاب «بهلول» يعيش قصة حب جميلة رفقة شقيقة صديقه «مجيد».

## روابط خارجية
- الفيلم على موقع cinemamaroc